# 人造の水
『人造の水』（じんぞうのみず、Eaux d'Artifice）は、1953年に作られたケネス・アンガー監督の短編実験映画。18世紀の衣装を着けた女性が噴水庭園の中をさまよい歩くという内容。撮影地はイタリアのティヴォリにあるエステ家別荘。音楽はヴィヴァルディの『四季』が使用された。主演のカーミラ・サルバトレッリはフェデリコ・フェリーニを介して知り合った小人症の女性。彼女を起用することで庭園は見慣れた光景とは異なった景観を得られた。（この手法はジョヴァンニ・バッティスタ・ピラネージの描いたエステ家別荘のエッチングから想を得たもの）
題名のEaux d'Artificeは一種の言葉遊び。アンガーの処女作『花火（Fireworks）』のフランス語訳Feux d'artificeの"Feux"を"Eaux（水）"に変えた。映画評論家スコット・マクドナルドによると、『花火』はアメリカ（の映画製作者）の同性愛への抑圧を描いたものであるのに対して『人造の水』は快楽と自由の爆発を示唆するものだと指摘している。
1993年、アメリカ議会図書館は「文化的、歴史的、審美的に重要」なものとして『人造の水』をアメリカ国立フィルム登録簿に保存した。